# Fastenaktion

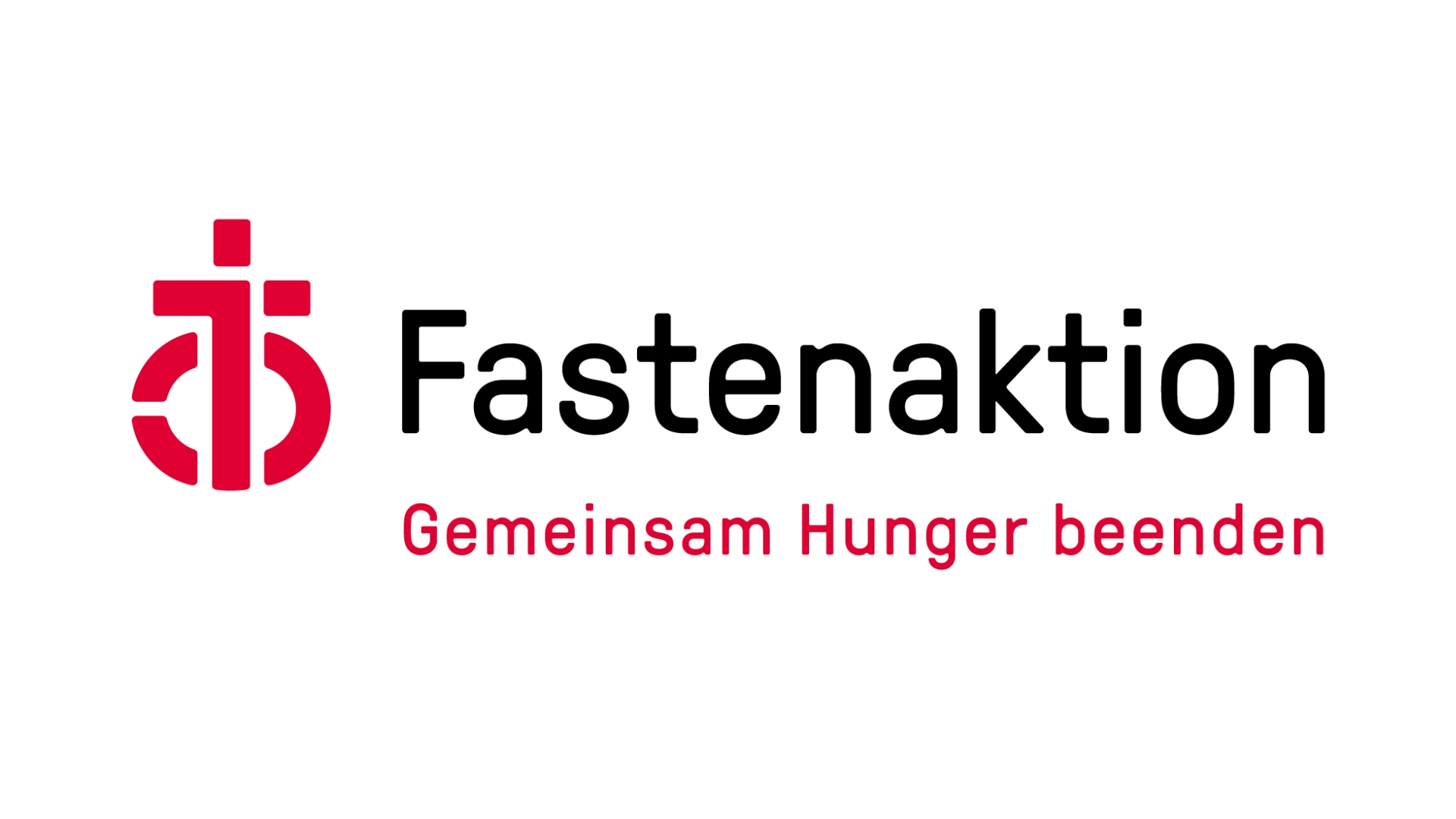
Logo Fastenaktion

Fastenaktion (ehemals Fastenopfer) ist ein römisch-katholisches Hilfswerk mit Sitz in Luzern, Schweiz. Das Hilfswerk setzt sich ein für benachteiligte Menschen – für eine gerechtere Welt und die Überwindung von Hunger und Armut. Unter dem Motto «Gemeinsam Hunger beenden» fördert es soziale, kulturelle, wirtschaftliche und auch individuelle Veränderungen hin zu einer nachhaltigen Lebensweise. Dafür arbeitet Fastenaktion mit Partnerorganisationen in 12 Ländern in Afrika, Asien, Lateinamerika sowie mit Organisationen in der Schweiz zusammen.
Fastenaktion gehört zu den Gründungsmitgliedern von Alliance Sud (früher: Arbeitsgemeinschaft der Hilfswerke) und der Max Havelaar-Stiftung Schweiz. Die folgenden Organisationen werden von Fastenaktion mitgetragen bzw. wurden von Fastenaktion ebenfalls mitbegründet: Arbeitskreis Tourismus und Entwicklung (akte), Fair Wear Foundation, Label STEP für Faire Teppiche, Oikokredit, Faires Lager und Claro Fair Trade.
Fastenaktion ist Teil der Klima-Allianz und Mitträger der eidgenössischen Volksinitiative «Für verantwortungsvolle Unternehmen – zum Schutz von Mensch und Umwelt» und der Gletscher-Initiative.
Stiftungsratspräsident war seit Juli 2013 der Basler Bischof Felix Gmür. Ab Februar 2024 hat der Basler Weihbischof Josef Stübi das Amt übernommen.

## Geschichte
1957 beschloss die Bundesleitung des Schweizerischen Jungwachtbundes unter der damaligen Leitung von Meinrad Hengartner ihr 25-Jahr-Jubiläum dem Thema «Weltmission» zu widmen und in diesem Zusammenhang eine Sammelaktion zu starten. Das Sammelergebnis von ca. 17,5 Mio. Fr. im Missionsjahr 1960/61 gab Anlass, losgelöst von der Jungwacht, am 18. Juni 1961 ein Hilfswerk zu gründen.
Das Hilfswerk engagiert sich seit 1962, damals unter dem Namen Fastenopfer der Schweizer Katholiken, mit Projekten im Süden und Sensibilisierungsarbeit in der Schweiz für gerechtere Rahmenbedingungen. Fastenaktion setzt sich angesichts der weltweit wachsenden Kluft zwischen Armen und Reichen für eine menschengerechte und nachhaltige Entwicklung ein. Das Hilfswerk gibt damit die Möglichkeit, das kirchlich gebotene Freitagsopfer konkret zu gestalten.
Um den finanzschwachen Pfarreien in der Schweiz kostengünstige und doch würdige Kirchbauten zu ermöglichen, beauftragte Fastenaktion den Architekten Hanns A. Brütsch, eine Notkirche zu konzipieren. Der unter dem Namen Fastenopfer-Kirche bekannte Bautypus wurde in den Jahren 1966 bis 1977 insgesamt 17 Mal gebaut. Von den ursprünglich als Provisorium gedachten Kirchen werden heute (Stand 2014) noch 14 als Sakralbauten verwendet.
Seit 1969 arbeitet Fastenaktion eng mit dem Hilfswerk der Reformierten Kirchen in der Schweiz namens Brot für alle (früher: Brot für Brüder) zusammen. 
Mit verschiedenen Anlässen feierte das Hilfswerk 2021 sein 60-jähriges Bestehen.

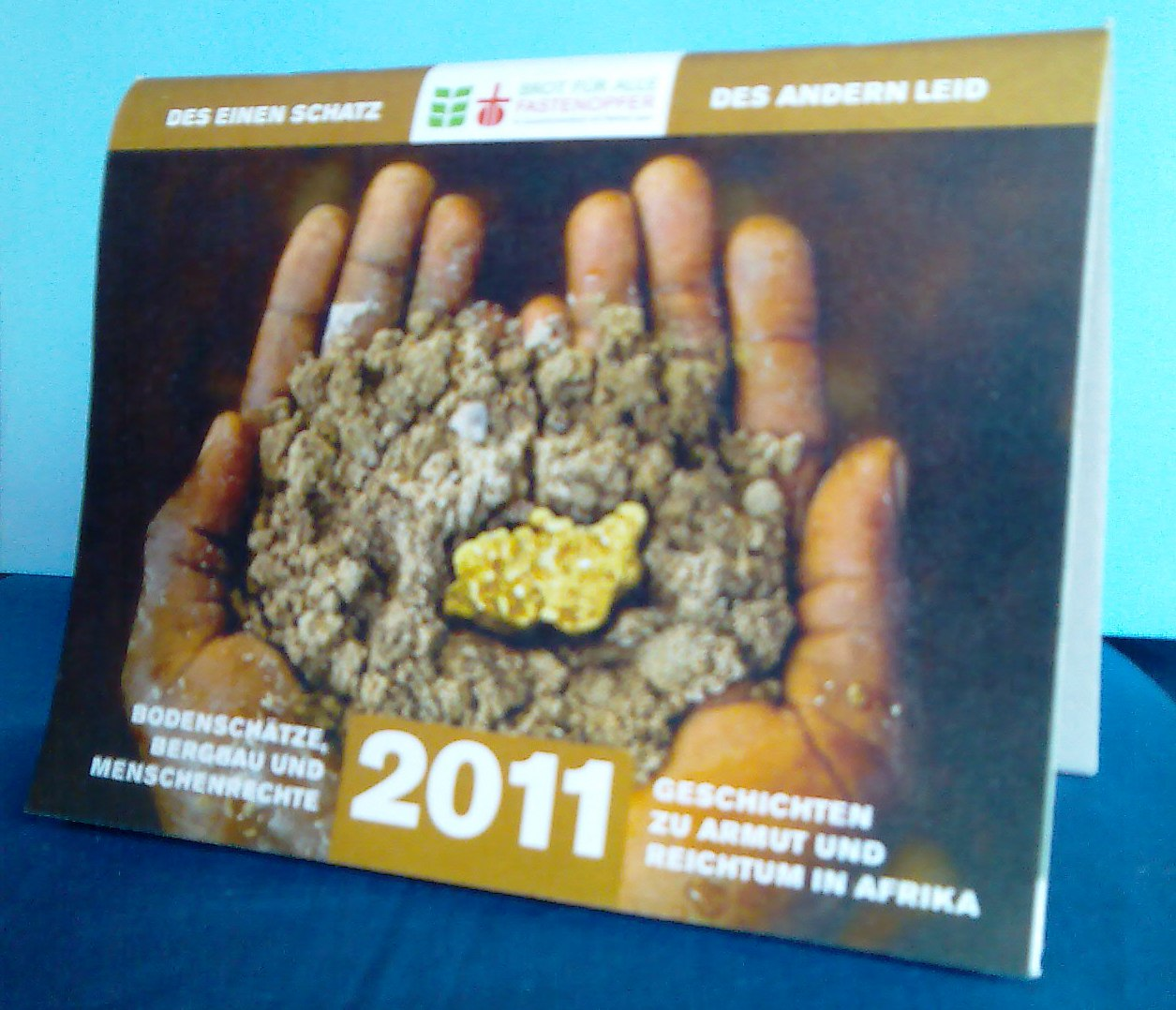
«Agenda» – mit täglichen Impulsen und Kurz-Informationen zum aktuellen Thema

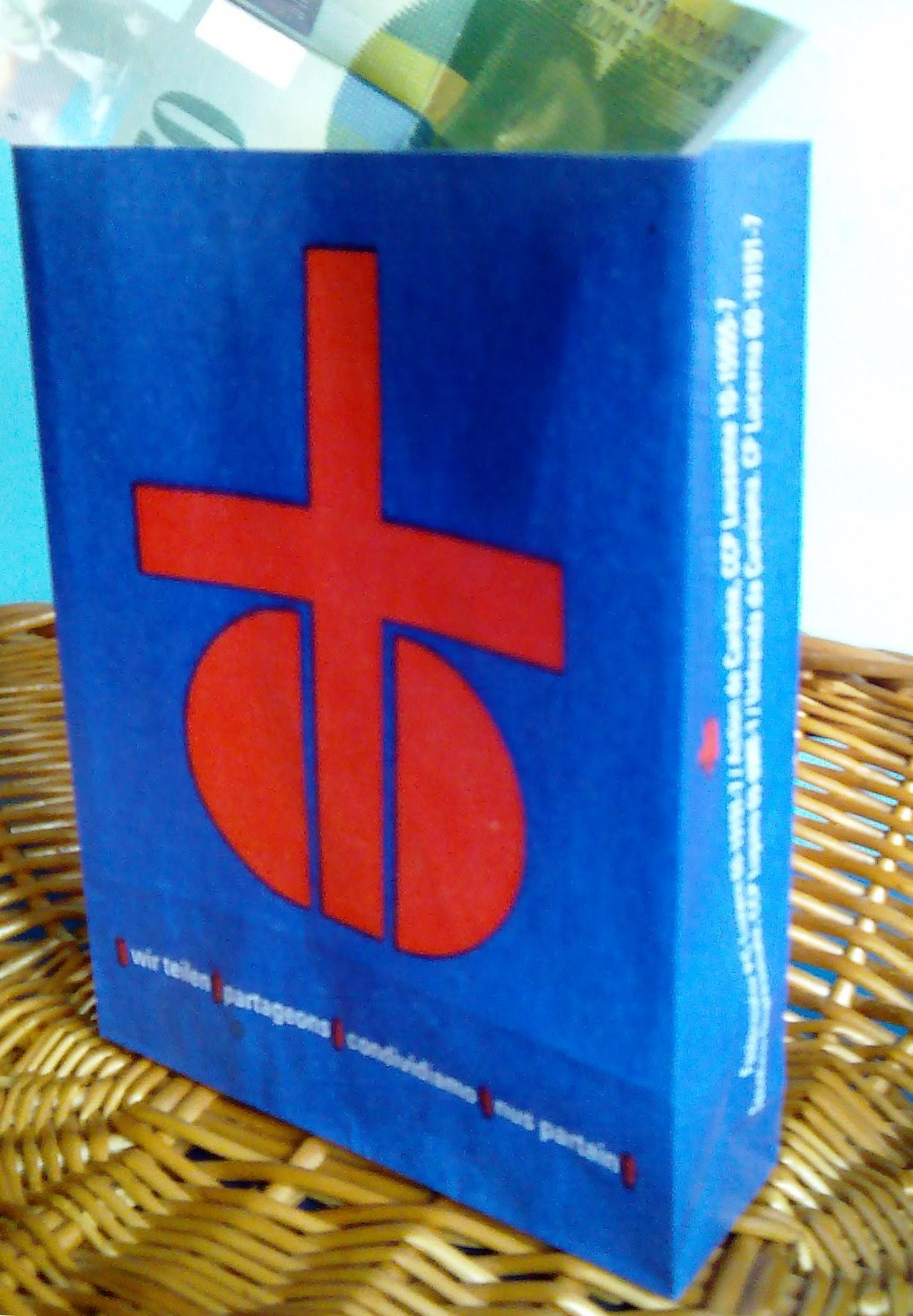
«Opfersäckli» gefüllt mit Spenden

## Aktivitäten

### Im Inland
Mit der Erfahrung aus den Projektländern engagiert sich Fastenaktion auf entwicklungspolitischer Ebene auch in der Schweiz gegen Ungerechtigkeiten. Ein wichtiger Bestandteil der Bildungs- und Sensibilisierungsarbeit ist die Zusammenarbeit mit Pfarreien, Jugend- und Erwachsenenverbänden, Schulen, Universitäten und weiteren Organisationen.
Brot für alle und Fastenaktion führen seit 1969 jährlich die Ökumenische Kampagne durch, die während der Fastenzeit stattfindet und bis Ostern dauert. Seit 1994 beteiligt sich auch Partner sein. Unter dem Slogan «Sehen und Handeln» schauen die Hilfswerke hin, wo Anstrengungen zur Verbesserung der Ernährungssicherheit für alle Menschen notwendig sind, machen auf die globalen Zusammenhänge aufmerksam, weshalb Mitmenschen in Armut, Not und unwürdigen Verhältnissen leben. Gleichzeitig werden Möglichkeiten aufgezeigt, politisch gerechtere Strukturen zu schaffen – auf internationaler, nationaler und individueller Ebene, die die Würde der Menschen respektiert.
Über die Ökumenische Kampagne hinaus führen die beiden Werke weitere Kampagnen zu entwicklungspolitischen Themen. Die Werke machen mit Aktionen und verschiedenen Medien (Plakaten, Fastenkalender «Agenda» usw.) auf ihre Anliegen aufmerksam und sammeln Spenden für die Projektarbeit. Spenden werden online einbezahlt, über ein Postkonto oder mit dem traditionellen «Opfer-Säcklein» jeweils am 5. Fastensonntag im Gottesdienst der Pfarreien eingesammelt.

### Im Ausland
Die 14 Landesprogramme in Afrika, Asien und Lateinamerika bauen auf die Stärkung lokaler Gemeinschaften, in denen Menschen gemeinsam Lösungen für bessere Lebensbedingungen entwickeln. Fastenaktion arbeitet auf unterschiedlichen Ebenen mit Partnern und in Allianzen zusammen – lokal, regional und national. Die Partnerschaften im globalen Süden sind lokale und nationale Nichtregierungsorganisationen (NGOs). Oft sind es Volksbewegungen mit direktem Bezug zur Not leidenden Bevölkerung, die tatkräftig mithelfen, die Situation der Bevölkerung zu verändern. Sie unterstützen benachteiligte Bevölkerungsgruppen in ihren Organisationsanstrengungen dabei, sich aus Abhängigkeiten zu befreien und ihre Rechte einzufordern. Und sie fördern sie durch spezifische Ausbildungsangebote und Erfahrungsaustausch, auch zwischen den einzelnen Landesprogrammen. Ein starkes Netzwerk bildet die solide Grundvoraussetzung für eine wirksame und nachhaltige Hilfe zur Selbsthilfe. Schwerpunkte in der Arbeit von Fastenaktion bilden die Themen «Recht auf Nahrung», «Nachhaltiges Wirtschaften» und «Geschlechtergerechtigkeit».